# Jones AT&T Stadium
O Jones AT&T Stadium é um estádio localizado em Lubbock, Texas, Estados Unidos, possui capacidade total para 60.454 pessoas, é a casa do time de futebol americano universitário Texas Tech Red Raiders football da Universidade de Tecnologia do Texas. O estádio foi inaugurado em 1947.